# 667 Denise
Denise (asteróide 667) é um asteróide da cintura principal com um diâmetro de 81,28 quilómetros, a 2,5706991 UA. Possui uma excentricidade de 0,192206 e um período orbital de 2 073,58 dias (5,68 anos).
Denise tem uma velocidade orbital média de 16,69619242 km/s e uma inclinação de 25,40298º.
Esse asteróide foi descoberto em 23 de Julho de 1908 por August Kopff.